# 塙直之
塙直之（1567年－1615年5月26日）是日本戰國時代、安土桃山時代以及江戶時代初期武將。諱有直次、長八、尚之等。一時間出家號鐵牛。曾改名為須田次郎左衛門、時雨左之助。一般以塙團右衛門之名為人所知。

## 生平
出身不明。一説指出自上總國養老之里（養老の里）並仕於使用「地黄八幡」旗印而為人所知的北條綱成（『土屋知貞私記』）。亦有指是織田氏的家臣塙直政的一族，最初仕於織田信長和羽柴秀吉，雖然平常性格很溫和，但是有愛好喝酒以及酒品很差等惡癖而沒有被重用。
後來成為加藤嘉明的家臣，擔任鐵砲大將並活躍著。跟隨嘉明參加文祿慶長之役並相當活躍，以此功績而獲得350石知行。但是在慶長5年（1600年）的關原之戰時，雖然是鐵砲大將，但是把部隊置之不理，自身持槍向敵陣突撃，因此違反軍令並與嘉明對立，後來離去（一說指直之對恩賞感到不滿，以及嘉明沒有重用自己而感到怨恨，在城門貼上漢詩「遂不留江南野水　高飛天地一閑鷗」後離去。（意指海鷗（自己）是不會留在淺狹的水池的，而是一飛衝天））。
後來仕於小早川秀秋和松平忠吉，但是都是仕官數年後離開。於是仕於福島正則等人，此時受到舊主嘉明發出的奉公構懲罰，於是不能久留，一時間進入佛門。

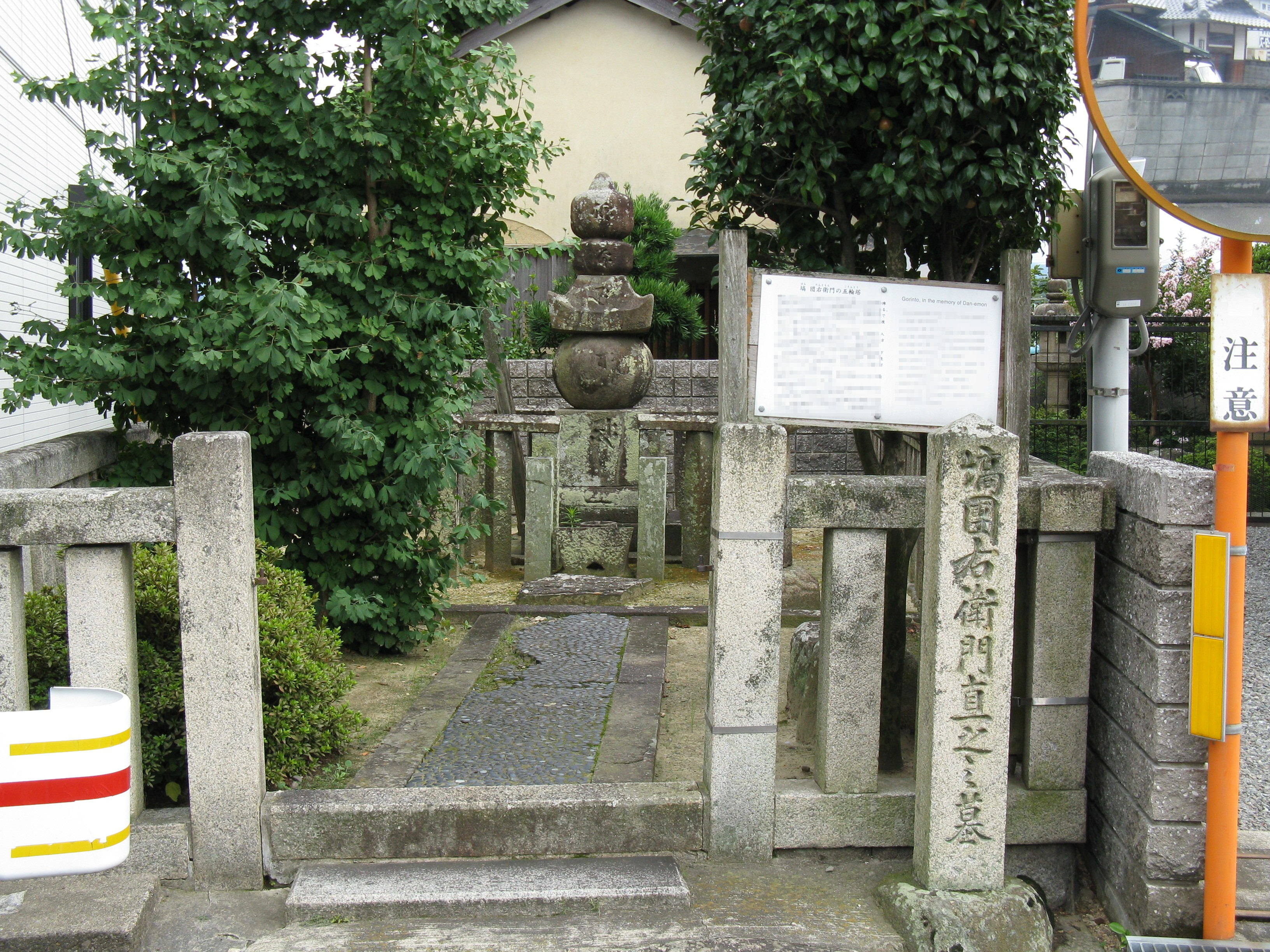
塙直之（塙團右衛門）墓所

在慶長19年（1614年）的大坂冬之陣中成為豐臣方，於大野治房之下在夜襲本町橋後揚名。翌年的大坂夏之陣中擔任大將，在前哨戰中攻擊浅野長晟，奮力爭取一番槍的功名，與先陣岡部則綱競爭而突出，因此不能與治房本隊以及和泉國的一揆聯合，此時仍然一直奮戰直到中箭落馬，被人從背後用槍刺死（樫井之戰）。
墓所在現在的大阪府泉佐野市南中樫井內、大阪府道64號和歌山貝塚線（熊野街道）。

## 人物‧逸話
- 在文祿之役中，背負著加藤家的大型旗指物（接近1.3 m×10 m）在戰場上疾走而受到讚賞。

- 在本町橋的夜襲戰中擔任在本町橋的指揮，向士兵們派發寫了「夜討大將　塙團右衛門直之」 (夜討ちの大将　塙団右衛門直之)的木札（日本人用來祈願的小型木牌）。

- 在樫井之戰中，在旗印上寫下「塙團右衛門」，讓敵人知道自己的名號。

- 這些勇猛的活躍在江戶時代的講談中相當有人氣。

- 在『宮城縣史』中記載，於大坂之陣時伊達勢捕獲了直之的女兒，並僱用為侍女，後來被介紹成為伊達政宗的側室。這個女子就是政宗的四男宗泰的生母祥光院，但是宗泰是在慶長7年（1602年）出生，因此在時間上不吻合。而在伊達氏的家譜中，宗泰的生母的名稱和出自都不詳。

## 登場作品

### 小説
-  司馬遼太郎

### 電視劇
- 葵德川三代 （2000年，NHK大河劇，演員：須藤正裕）
- 真田丸 （2016年，NHK大河劇，演員：小手伸也）

### 電影
- （1935年）

## 外部連結
- 可部屋集成館